# Nydam Tveir
Nydam Tveir er en fuldskalakopi af Nydambåden bygget af Nydambådens Laug, der er underafdeling af Nydamselskabet.
Grundlaget er den for 150 år siden fundne egebåd i Nydam Mose ved Øster Sottrup, men som siden 1863 har befundet sig i Tyskland. Nydambåden var et krigsfartøj med en besætning på 45, deraf 36 roere.
Først udarbejdede Vikingeskibsmuseet i Roskilde en model af Nydambåden på baggrund af en nøjagtig opmåling af båden i museet på Gottorp Slot ved Slesvig by. Modellen viser et mere v-formet tværsnit, og har lidt stejlere stævne end båden i Slesvig.
Nationalmuseets udgravninger i 1990'erne gav Nydambådens Laug vigtige oplysninger til forståelsen af Nydambådens udseende og indretning. Hele dørk-konstruktionen (bundbrædder m.m.) blev rekonstrueret som resultat af disse udgravninger. Tilsvarende er en række årekejper (åretolle) fundet som supplement til dem, som Conrad Engelhardt fandt. De finde ikke mere, og dem på båden i Slesvig er kopier. Til gengæld har Engelhardt sørget for fine tegninger af Magnus Petersen af de fundne kejper. Årekejperne er alle forskellige, som om hver roer har fremstillet sin egen og haft den med. Alle de forskellige kejper er kopieret og monteret på Nydam Tveir.
År 2000 begyndte forberedelserne til bygningen af båden. Efter lang tids søgen i skovene, fandt laugsmedlemmerne egnede træer til fremstilling af egetræsplankerne. Der blev endvidere fundet 19 krumvoksede træer, der passede nøjagtig som spanter i båden. Der blev også fundet grengafler, der egnede sig som åretolde. Båden blev bygget af nyfældede egestammer og tildannet, mens træet var friskt.
Byggeriet begyndte i 2008 på et værft i en landbrugsbygning på 12 x 28 m i Sottrupskov ca. 8 km vest for Sønderborg. Der blev endvidere indrettet en smedje med esse, ambolt og arbejdsbord til smedning af jerngenstande. Der blev fremstillet ca. 1700 jernklinknagler til byggeriet, et anker og andet. Nydambådens Laugs medlemmer har brugt ca. 21.000 timer på at bygge båden og nausten.
År 2000 begyndte opførelsen af det 25 m lange, 5 - 6 m brede og 5 m høje bådehus (naust). Siderne er egeplanker og taget er lærkeplanker på klink. Bygningen er en rekonstruktion af en jernaldernaust udgravet i Vestnorge. Syd for Sottrupskov er der anlagt en tilkørselsvej og parkeringsplads og en ca. 100 m fortøjnings-og bådebro til Nydam Tveir. Her ligger båden i sommerhalvåret, når den ikke er på togt eller gæstevisit andre steder.
Den 2. august 2013 flyttede et transportfirma med en mobilkran og bil båden fra Nydamværftet til stranden foran nausten. Den 17. august 2013 blev Nydam Tveir søsat ved nausten i Sottrupskov.
Den 27. juni 2014 var Nydam Tveir for første gang ude på Alssund. Forinden var den første rigtige ro-tur forberedt med ballast på 2,0 tons sten lagt langskibs i bunden. Stabiliteten blev testet med 26 personer anbragt helt ude i borde, og der måltes 7 cm fribord. Med ballasten øgedes dybgangen med 15 cm fra 47 cm til 62 cm. Skibet er nu egnet til sikker sejlads og målet er nu at få mere erfaring i manøvrering under forskellige vind- og strømforhold og indøvning i ro-rutiner. Et af formålene med at bygge båden er at udføre forsøg med bådens sejlegenskaber.
2018 fik Nydamselskabet 1,5 mio. kroner af en række sponsorer til at bygge et 14 m langt formidlingshus. Huset rejses på stranden nord for nausten og får samme udseende: Buet tag, skråstivere og lærk som tagbeklædning.
Støbearbejdet begyndte i maj 2018.
Tidsplanen for værftet
- 2008 Fremstilling og fiksering af kølbjælke og begge stævne
- 2009 Fremstilling af skabeloner og opsætning, fremstilling af skabeloner og opsætning og fremstilling og montage af nederste bordplanker
- 2010 Fremstilling og montage af nr. 2 bordplanker og fremstilling og montage af nr. 3 bordplanker 2010-11
- 2011 Fremstilling og montage af nr. 4 bordplanker
- 2012 Fremstilling og montage af rælingsbordplankerne of fremstilling og montage af spanter
- 2009-2013 Fremstilling og montage af dørk, årer, tovværk med mere

Fra den 12. til den 14. september 2014 var Nydam Tveir med mandskab til en stor ro-regatta i Rendsborg. Båden blev fra Sottrupskov transporteret med speciallastvogn.

## Galleri
- Nydam Tveir i 2009
- Nydam Tveir 6. juli 2013
- Del af Nydam Tveir
- Måske to nye roere
- Nydam Tveir i sin naust
- Nausten, 2014
- Pladsen juli 2018